# Sainte-Radegonde, Dordogne
Sainte-Radegonde är en kommun i departementet Dordogne i regionen Nouvelle-Aquitaine i sydvästra Frankrike. Kommunen ligger i kantonen Issigeac som tillhör arrondissementet Bergerac. År 2022 hade Sainte-Radegonde 76 invånare.

## Befolkningsutveckling
Antalet invånare i kommunen Sainte-Radegonde
Referens:INSEE